# Sharavati
La  Sharavathi , en Kannada ಶರಾವತಿ - est un fleuve du sud ouest de l'Inde, long de 128 km.

## Géographie
C'est l'un des rares fleuves coulant vers l'ouest, il prend sa source dans les Ghats occidentaux.

## Hydroélectricité
Un ensemble de barrages est créé pour générer, par trois stations :
- l'usine de la Saravathi donnant 1 035 MW,
- l'usine des chutes de Linganamakki donnant 55 MW,
- l'usine des chutes de Gerusoppa pour 240 MW.

Le cours d'eau est régulé par deux retenues : le barrage de Gerusoppa, dernier en date fut livré en 2002 et a 56 m de hauteur et 545 m de longueur. Le barrage de Linganamakki, construit en 1964 a 2,4 km de longueur et une retenue de 14 millions m3 d'eau. Il est situé dans le Taluk de Saraga.

## Chutes d'eau

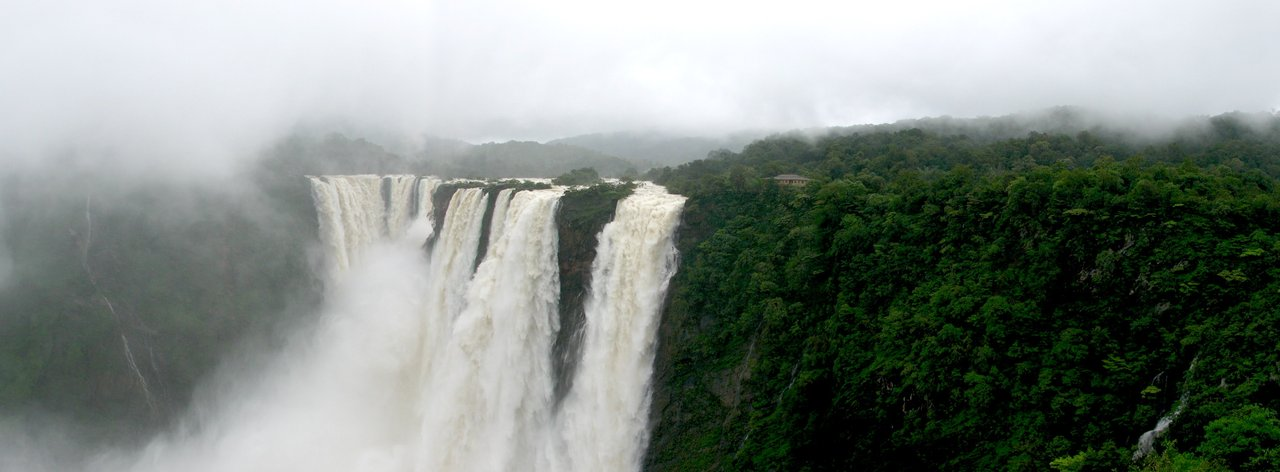
Les chutes de Jog de 253 m les deuxième plus hautes de l'Inde

Les chutes de Jog tombant de 253 m forment ainsi l'une des plus hautes de l'Inde.

## Parcs
En avril 1972, un parc naturel est créé incluant de la forêt tropicale, un lac avec une partie de réserve et une autre touristique.

## Monuments
Le monastère hindou de Ramachandrapura au village de Hosanagara.

## Affluents
Le climat de mousson produit de nombreux affluents comme le Nandihole, le Haridravathi, le Mavinahole, l'Hilkunji, le Yennehole, l'Hurlihole et le Nagodihole
, le Lokapavani, le Noyil, l'Amaravati...